# Ferdinand (La Tempête)
Pour les articles homonymes, voir Ferdinand.
Ferdinand, prince de Naples et fils du roi de Naples Alonso, est un personnage fictif dans la pièce de théâtre La Tempête, écrite par William Shakespeare en 1623.
Ferdinand, un des satellites naturels d'Uranus, porte son nom.